# ITF Women's Circuit Pingguo 2011
L'ITF Women's Circuit Pingguo 2011 è stato un torneo di tennis giocato sul cemento facente parte della categoria ITF Women's Circuit nell'ambito dell'ITF Women's Circuit 2011. Il torneo si è gioca a Pingguo in Cina dal 10 al 16 gennaio 2011 e aveva un montepremi di $25 000.

## Vincitori

### Singolare
Jing-Jing Lu ha battuto in finale  Tetjana Lužans'ka con il punteggio di 6–4 7–5

### Doppio
Shūko Aoyama /  Rika Fujiwara hanno battuto in finale  Liu Wan-ting /  Sun Shengnan con il punteggio di 6–4 6–3